# Tropheops modestus
Tropheops modestus és una espècie de peix pertanyent a la família dels cíclids i al superordre dels acantopterigis.

## Descripció
Fa 6,4 cm de llargària màxima.

## Reproducció
Té lloc a l'interior d'una cova o cavitat custodiada pel mascle. Els mascles són territorials i defensen agressivament els seus territoris, mentre que, en aigües poc fondes, les femelles solitàries també són igualment de territorials.

## Alimentació
Es nodreix d'algues que creixen a les roques i el seu nivell tròfic és de 2,89.

## Hàbitat i distribució geogràfica
És un peix d'aigua dolça, demersal i de clima tropical (13°S-14°S), el qual viu a Àfrica: els fons rocallosos rics en sediments de les illes Maleri al llac Malawi (Malawi).

## Observacions
És inofensiu per als humans, el seu índex de vulnerabilitat és baix (10 de 100), no ha estat exportat amb destinació al comerç internacional de peixos ornamentals i les seues principals amenaces són la sedimentació del seu hàbitat i la seua distribució geogràfica tan restringida.